# Кунка
Ку́нка (укр. Кунка) — село в Гайсинском районе Винницкой области Украины.

## История
Являлось административным центром Кунянской волости Гайсинского уезда Подольской губернии Российской империи.
Зто было место рождения Степан Джеве́цкий, учёный польского происхождения, инженер, конструктор и изобретатель, автор ряда конструкций подводных лодок.
Население по переписи 2001 года составлялоет 962 человека.
С 2016 является административным центром Кунковской сельской общины.

## Адрес местного совета
23713, Винницкая область, Гайсинский р-н, с.Кунка, ул.Украинская, 61а